# Dieselknecht
Dieselknecht ist eine deutsche Folk-Band aus Dortmund. Ihr Stil variiert und übernimmt Elemente aus dem amerikanischen Bluegrass bis hin zum Rockabilly und Punk.
Der Name bezieht sich auf ein Synonym für Traktoren.

## Geschichte
Gegründet wurde Dieselknecht im Jahre 2007 von Marcel Holthaus (Gitarre, Gesang), Frank Kleingünther (Banjo, Gesang), Olav Baker (Bass, Gesang) und Martin Krause (Schlagzeug). Als Produzent agierte von Beginn an Guntmar Feuerstein aus Bochum.
In ihrer Anfangszeit bearbeitete die Band diverse deutsche Volkslieder. Nach der Veröffentlichung des Debütalbums Alte Liebe rostet nicht und den dort aufgenommenen Mundorgel-Interpretationen waren Dieselknecht 2011 Studiogäste beim Hörfunksender Deutschlandfunk Kultur. In der Sendung Redaktionskonferenz lieferten sie Interview- und Musikbeiträge rund um das Thema Mundorgel. Ihre Cover-Versionen der Lieder Spiel nicht mit den Schmuddelkindern und Bolle reiste jüngst zu Pfingsten ernteten besondere Aufmerksamkeit.
Von 2009 bis 2018 produzierte die Band unter der Regie von Guntmar Feuerstein vier Studio-Alben, die bei den beiden Independent-Labels Ruhrfolk und AgrarBerlin erschienen sind.
Im Jahre 2015 wurde Dieselknecht in der Kategorie Outstanding für den popNRW-Preis nominiert.
Die einzelnen Album-Veröffentlichungen wurden jeweils von diversen deutschlandweiten Live-Auftritten begleitet (u. a. Internationales Bühler Bluegrass-Festival, Bochum Total, Zeche Zollverein, ARTE, WDR 5).
In jüngerer Vergangenheit war die Band gemeinsam mit dem Dortmunder Regisseur Jakob Reuter auch filmisch aktiv. Im Jahr 2016 war das Video zur Single Der letzte Wilderer auf mehreren Filmfestivals zu sehen und wurde beim Filmfestival Jung und Abgedreht in Hanau mit dem 1. Platz in der Sparte Musikvideo prämiert.
In den darauffolgenden Jahren entstand zusammen mit Jakob Reuter der Musical-Kurzfilm Zum Ewigen Knecht. Der gesamte Soundtrack wurde von der Band beigesteuert, wobei Mitglied Frank Kleingünther auch als Co-Autor am Drehbuch beteiligt war. Die Premiere des Films fand im Oktober 2019 im Bochumer Metropolis Filmtheater statt.

## Diskografie
Alben
- 2009: Alte Liebe rostet nicht (Ruhrfolk)
- 2011: Unrasiert und fern der Heimat (AgrarBerlin)
- 2013: Abgebrannt (AgrarBerlin)
- 2018: Meteor (Ruhrfolk)

Singles
- 2015: Dein Spiel (AgrarBerlin)
- 2015: Der letzte Wilderer (AgrarBerlin)
- 2015: Wenn der Hammer fällt (AgrarBerlin)
- 2015: Träumer (AgrarBerlin)
- 2015: Niemals zurück (AgrarBerlin)